# Hyalomma
Hyalomma är ett släkte av fästingar som beskrevs av Koch 1844. Enligt Catalogue of Life ingår Hyalomma i familjen hårda fästingar, men enligt Dyntaxa är tillhörigheten istället familjen Amblyommidae.
Släktets arter kan överföra ett virus som orsakar sjukdomen Krim-Kongo hemorragisk feber samt bakterier som orsakar fläcktyfus. Medlemmar av släktet förekommer främst i Afrika, Asien och Sydeuropa. Omkring år 2015 registrerades arter av släktet för första gången i Centraleuropa.
Arter enligt Catalogue of Life och Dyntaxa:
- Hyalomma aegyptium
- Hyalomma albiparmatum
- Hyalomma arabica
- Hyalomma brevipunctata
- Hyalomma dromedarii
- Hyalomma erythraeum
- Hyalomma franchinii
- Hyalomma hussaini
- Hyalomma hystricis
- Hyalomma impeltatum
- Hyalomma impressum
- Hyalomma kumari
- Hyalomma lusitanicum
- Hyalomma turanicum
- Hyalomma nitidum
- Hyalomma punt
- Hyalomma rhipicephaloides
- Hyalomma schulzei
- Hyalomma sinaii
- Hyalomma truncatum
- Flyttfågelsfästing (Hyalomma marginatum)